# كابتن سمير (مجلة)
مجلة كابتن سمير هي مجلة مصرية تصدر عن دار الهلال تحت شعار «لكل أبناء العرب» في الأسبوع الثاني من كل شهر.
ليس هناك سن مُعيَّن مُوجهة إليه المجلة عدا أنها تُخاطب كل الأطفال العرب. قطع المجلة 17×25 سم. تعتمد المجلة على الأخبار المصورة، والمرسومة أحياناً، وهي أخبار عالمية وعربية ومصرية، وتحوي تحقيقات وأخبار عالمية، وسينمائية، ومسرحية، ونثرية، ورياضية، وفكاهات، وكلمات متقاطعة، وتحقيق عن شخصية مشهورة. يُلاحظ اهتمام المجلة بالتسالي والمعلومات في كافة المجالات.
يتراوح عدد صفحات مجلة كابتن سمير إلى حوالي 68 صفحة، وتُباع بـ150 قرشاً. على غلافها إعلانات وإراشادات لبعض مواد العدد. توقفت مجلة كابتن سمير عن الصدور ابتداءً من أبريل، 2002م.

## الأبواب
- أولادي أحفادي.. حبايب قلبي: هي مقدمة يكتبها رئيس التحرير، تتناول فيها أحد الموضوعات التي تحدث في أسبوع صدور العدد أو في الشهر نفسه.[1]

## الملاحق
لها ملحق خاص اسمه «وسام» وهو جريدة أخبار للأطفال، تقع في 8 صفحات من قطع المجلة، وتصدر شهرياً على صفحات كابتن سمير. صدر العدد الأول من الملحق عام 1988م

## فريق العمل
- رئيس مجلس الإدارة: مكرم محمد أحمد
- رئيس التحرير: نتيلة راشد (ماما لبنى)
- مدير التحرير: محمد أحمد
- نائب مدير التحرير: أحمد بحور
- سكرتير التحرير: أشرف سعيد ويحيى عمارة وصبري عبد اللطيف